# Cal Sastre Vell
Cal Sastre Vell és una obra de Vallfogona de Riucorb (Conca de Barberà) protegida com a Bé Cultural d'Interès Local.

## Descripció
Casa situada en un xamfrà al carrer Portal (abans, carrer Vicenç Garcia) i el carrer del Portalet. Consta de dues plantes i golfa. A la planta baixa gran portalada de carreus de pedra picada i llinda amb la part inferior esculpida en punta, també una finestra i una altra porta lateral. A la planta principal finestres d'estil renaixentista amb ampit i motllures guardapols. A la golfa finestres quadrangulars de petites dimensions. La coberta és de teules i els murs de paredat calcari.